# Diderot (cráter)

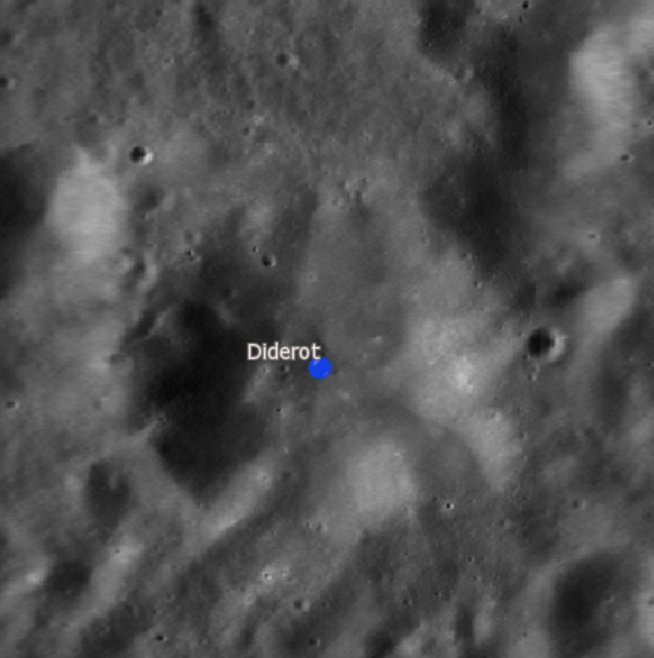
Imagen LRO

Diderot es un pequeño cráter de impacto situado en la cara oculta de la Luna, dentro del suelo interior (al sudoeste) de la enorme llanura amurallada del cráter Fermi , a mitad de camino entre el punto medio de la cuenca y el borde suroeste. El cráter presenta (con otros cráteres más pequeños ubicados justo al noroeste y al norte) forma de plato. La pared interna es más estrecha a lo largo del lado oriental, y presenta un par de crestas en la cara sur, sin otros rasgos distintivos apreciables.
|  |